# Bőszénfa
Bőszénfa es un pueblo ubicado en el distrito de Kaposvár, en el condado de Somogy, Hungría.

## Superficie
Posee una superficie de 42,95 kilómetros cuadrados.

## Demografía
Hasta 2019 la población era de 500 habitantes, con una densidad de población de 11,64 habitantes por kilómetro cuadrado.